# NGC 1265
NGC 1265 este o galaxie eliptică situată în constelația Perseu. A fost descoperită în 14 noiembrie 1884 de către Guillaume Bigourdan⁠(d).